# Thornton (Arkansas)
Thornton – miasto w Stanach Zjednoczonych, w stanie Arkansas, w hrabstwie Calhoun.